# KURAU Phantom Memory
KURAU Phantom Memory (クラウファントムメモリー?, Kurau Fantomu Memorī) è una serie anime giapponese composta da 24 episodi di genere fantascientifico, prodotta dallo studio Bones e Media Factory. Ambientata intorno al all'anno 2100, essa esplora in profondità temi quali le relazioni interpersonali e il ruolo dell'etica nella scienza.

## Storia
Il Dottor Amami è uno scienziato disilluso il quale sta lavorando allo sviluppo di un'energia alternativa molto particolare denominata Rynax.
Nel giorno del suo dodicesimo compleanno, sua figlia Kurau lo accompagna al laboratorio di ricerca quando un esperimento va fuori controllo e lei cade a terra incosciente colpita da un raggio di energia.
Quando si risveglia si scopre che ormai il suo corpo è controllato dalle Rynax, che sono organismi viventi e non più forme pure di energia.
Uno di questi è troppo debole per svegliarsi e lo fa dopo dieci anni, creando una gemella identica di Kurau, solo avendo un corpo di 12 anni.
Questo darà il via alla interazione tra le due quasi come sorelle.

## Sigle
- Apertura: "Natsukashii Umi" di Akino Arai
- Chiusura: "Moonlight" di Yukari Katsuki [S.E.N.S.]